# نور الدين الخماري
نور الدين الخماري (مواليد
15 فبراير 1964) هو مخرج أفلام مغربي حاصل على الجنسية الإيطالية يقيم في الدار البيضاء. ولد في مدينة آسفي وهاجر إلى النرويج في عام 1986 مـ. اشتهر من خلال إخراجه لثلاثية أفلام الدار البيضاء، والمسلسل البولسي القضية.

## أعماله

### أفلام قصيرة
- 1993 : The Silent Struggle

- جوائز : أفضل فيلم قصير نرويجي 1993
- 1995 : Brèves notes

- المدة : 20 دقيقة
- جوائز : 17 prix internationaux dont le Dolby Award Grimstad (Norvège)
- 1996 : Né sans ski aux pieds

- عنوان نرويجي : Uten ski på beina
- المدة : 18 دقيقة
- توزيع : Warner Bros Oslo
- نقل على التلفزيون: النرويج، السويد، بولندا، إسبانيا، المغرب
- جوائز : جائزة أفضل فيلم في النرويج
- 1997 : Paper Boy

- المدة : 5 دقيقة
- جوائز : جائزة شيكاغو
- 1998 : Le dernier spectacle

### الأفلام
- 2005 : النظرة
- 2008 : كازانيكرا
- 2012 : الزيرو
- 2017 : بورن آوت

### مسلسلات
- 2006 : القضية

## روابط خارجية
- نور الدين الخماري على موقع IMDb (الإنجليزية)
- نور الدين الخماري على موقع ألو سيني (الفرنسية)
- نور الدين الخماري على موقع أول موفي (الإنجليزية)
- نور الدين الخماري على موقع أول موفي (الإنجليزية)
- نور الدين الخماري على موقع قاعدة بيانات الأفلام السويدية (السويدية)
- نور الدين الخماري على موقع ديسكوغز (الإنجليزية)
- نور الدين الخماري على موقع قاعدة بيانات الفيلم (الإنجليزية)
- نور الدين الخماري على موقع كينوبويسك (الروسية)